# Agalenatea liriope
Agalenatea liriope är en spindelart som först beskrevs av Ludwig Carl Christian Koch 1875.  Agalenatea liriope ingår i släktet Agalenatea och familjen hjulspindlar. Inga underarter finns listade i Catalogue of Life.